# Бектемиров, Меджид Юсупович
Меджид Юсупович Бектемиров (кум. Бектемирлени Меджид Юсупну уланы, 19 августа 1987, с. Аксай, Хасавюртовский район, Дагестанская АССР, СССР) — российский боксёр-профессионал, выступающий в полутяжёлой весовой категории. Обладатель титула чемпиона США по версии WBC среди профессионалов. По национальности — кумык. Чемпион мира среди профессионалов по панкратиону 2008г, чемпион России по боям без правил по версии «Драка» 2007г, чемпион профессионально ежегодного турнира Битва чемпионов по версии К-1, неоднократный чемпион Всероссийских турниров по ушу-саньда, неоднократный чемпион Международных турниров по ушу-саньда.. Является младшим братом мастера ушу Арслана Бектемирова

## Биография
Меджид родился в селе Аксай неподалеку от Хасавюрта в Хасавюртовском районе, многим известен своими выступлениями по Ушу саньда и по боям без правил, начал заниматься ушу-саньда в Махачкале у заслуженного тренера России Багаутдина Чаптиева.

## Профессиональный бокс
Дебютный бой в профессиональном боксе Меджид провел 19 ноября в 2009 году, первым его оппонентом в профессиональном ринге стал американец Луис Вебстер бой проходил в Стэффорде, штат Техас, бой закончился досрочно в третьем раунде техническим нокаутом. В период с 19 ноября 2009 по 3 мая 2012 Меджид провел 8 боев все закончившиеся досрочно . Первый боксёром сумевшим устоять все раунды является Тайрон Джексон, бой закончился победой Бектемирова единогласным решением судей.
Следующим оппонентом Меджида стал знаменитый Зак Пейдж один из самых сложных противников Бектемирова в профессиональной карьере. Бой закончился победой Бектемирова раздельным решением судей.

### 4 октября 2012 года.Меджид Бектемиров —Зак Пейдж[4]
- Место проведения:  Хьюстон Сити, Хьюстон, Техас, США
- Результат: Победа Бектемирова единогласным решением в 6-раундовом бою
- Статус: Рейтинговый бой
- Рефери: Роберт Гонзалес
- Счет судей: Дэнни Деалесандро (60—53), Келли Йох (59—54), Рэй Зарагоза (53—54)
- Вес: Бектемиров 79,90 кг; Пейдж 79,20 кг
- Трансляция:
- Счёт неофициального судьи:

14 октября Бектемиров встречается с Уильямом Джонсоном за титул чемпиона Техаса по боксу, бой заканчивается в третьем раунде нокаутом победой Бектемирова.

### 5 декабря 2015 года.Меджид Бектемиров —Александр Бранд[5]
- Место проведения:  Кассими, Флорида, США
- Результат: Победа Бранда раздельным решением в 10-раундовом бою
- Статус: Рейтинговый бой
- Рефери: Джеймс Варнинг
- Счет судей: Брайан Гарри (98—91), Билл Рэй (98—91), Томас Нардоне (94—95)
- Вес: Бектемиров 79,90 кг; Бранд 79,20 кг
- Трансляция:
- Счёт неофициального судьи:

5 декабря 2015 года Бектемиров потерпел первое поражение в своей профессиональной карьере.
Во втором раунде Меджид отправил противника в нокдаун, и всю встречу доминировал над противником, но в конце судьи Брайан Гарри и Билл Рэй решили отдать победу своему соотечественнику.
После боя посыпался шквал возмущений со стороны поклонников Меджида.

## Достижения
- Чемпион среди профессионалов по панкратиону 2008;
- Чемпион России по боям без правил по версии «Драка» ;
- Чемпион профессионального ежегодного турнира Битва чемпионов по версии К-1;
- Серебряный призёр чемпионата России по ушу-саньда 2008;
- Многократный чемпион всероссийских турниров по Ушу-Саньда;
- Бронзовый призёр чемпионата Европы 2008 года по Ушу-Саньда.[6]